# 会津若松駅
会津若松駅（あいづわかまつえき）は、福島県会津若松市駅前通りにある、東日本旅客鉄道（JR東日本）・日本貨物鉄道（JR貨物）の駅である。

## 概要
会津盆地の南東部に位置する、会津地方の中心都市・会津若松市の代表駅であり、開業時の同市市街地の北端に設置された。
当駅には磐越西線と只見線が乗り入れており、このうち磐越西線を所属線としている。また、磐越西線はJR貨物の第二種鉄道事業区間でもあり、当駅はJR貨物の貨物駅でもあるが、現在は後述のようにオフレールステーションに移行している。
磐越西線においては途中駅であるが、当駅から北東と北西へ線路が走っており、スイッチバック構造をしているほか、当駅から郡山方面のみが電化されている。そのため磐越西線は当駅で系統分離されている。南方向に只見線が分岐し、同線西若松駅を起終点とする会津鉄道会津線の列車も只見線経由で当駅まで乗り入れている。
2002年（平成14年）には、「歴史と文化、そして伝統が息づく街の玄関口の駅舎」として、東北の駅百選に選定された。

## 歴史
- 1899年（明治32年）7月15日：岩越鉄道の若松駅として開業。一般駅で、当時は終着駅[7]。
- 1904年（明治37年）1月20日：岩越鉄道線が喜多方駅まで開通[7]。
- 1906年（明治39年）11月1日：岩越鉄道が国有化[7]。
- 1909年（明治42年）10月12日：線路名称が制定され、磐越西線所属駅となる[8]。
- 1917年（大正6年）5月21日：会津若松駅に改称[7]。
- 1926年（大正15年）10月15日：会津線（現在の只見線）が会津坂下駅まで開通[7]。
- 1961年（昭和36年）5月2日：駅舎を改築[新聞 1]。
- 1965年（昭和40年）10月1日：みどりの窓口を設置。
- 1967年（昭和42年）6月1日：会津若松運輸長を配置。
- 1972年（昭和47年）10月1日：会津若松駅旅行センターを開設[新聞 2][新聞 3]（日本旅行と提携）。自動券売機を設置[新聞 3]。
- 1974年（昭和49年）4月1日：電報取扱廃止[9]。
- 1986年（昭和61年）11月1日：荷物の取り扱いを廃止[5]。
- 1987年（昭和62年）4月1日：国鉄分割民営化により、JR東日本・JR貨物の駅となる[7]。
- 1996年（平成8年）3月16日：貨物列車の設定が廃止され、自動車代行駅となる[5]。
- 2001年（平成13年）4月：鶴ヶ城の修復に合わせて、駅舎を城郭風に改装[7]。
- 2002年（平成14年）10月11日：発車メロディに「AIZU その名の情熱」の使用を開始。
- 2004年（平成16年）3月26日：駅舎を改装[新聞 4][新聞 5]。
- 2005年（平成17年）：駅弁調製業者が伯養軒会津若松営業所の撤退に伴い、仁和食産に変更。
- 2006年（平成18年）4月1日：会津若松オフレールステーションを開設。
- 2008年（平成20年）2月1日：駅弁調製業者が仁和食産から、ウェルネス伯養軒郡山支店に変更。
- 2011年（平成23年）3月11日：東北地方太平洋沖地震（東日本大震災）により扇形庫が被災し、使用不可となる。同時に転車台の見学も不可となる。
- 2014年（平成26年）4月1日：自動改札機の運用を開始。同時にICカード「Suica」が仙台エリアとして利用可能となる（磐越西線のみ）[報道 1]。
- 2016年（平成28年）：転車台が「磐越西線鉄道施設群」の一部として、土木学会選奨土木遺産に選ばれる[10][11]。
- 2019年（令和元年）
  - 6月1日：会津坂下駅の管理業務を引き継ぎ、会津高田駅 - 只見駅間の各駅が当駅管理下となる。
  - 9月1日：大湊駅と姉妹駅協定を締結[報道 2][新聞 6]。
- 2020年（令和2年）10月1日：地区駅業務を郡山駅に移管し、会津若松地区センターを廃止。会津若松地区から郡山地区所属駅となり、郡山地区センター会津若松派出（現・郡山統括センター エリア管理会津若松在勤）を設置。
- 2021年（令和3年）3月31日：びゅうプラザの営業を終了[12][報道 3]。
- 2023年（令和5年）6月1日：会津若松運輸区と融合し、あいづ統括センター発足。会津若松駅長はあいづ統括センター所長が兼務となる。
- 2024年（令和6年）10月1日：磐越西線でえきねっとQチケのサービスを開始[1][報道 4]。

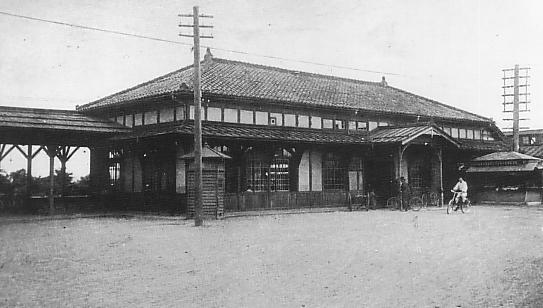
大正期の会津若松駅

## 駅構造
計3面5線のホームを有する地上駅である。1番線は単式ホーム1面1線西若松方を行き止まりにし、留置線を挟み2・3番線島式ホーム1面2線と接続し頭端式ホーム化した形状になっており、連絡通路による平面移動が可能になっている。4・5番線は島式ホーム1面2線となっている。そのほか、ホームのない留置線があるほか、夜間滞泊が設定されている。なお、跨線橋は1番線、2・3番線、4・5番線の各ホームを連絡しており、1番線と2・3番線にはエレベーターが、4・5番線には車椅子専用のリフト（駅員に依頼して利用することができる）が設置されている。
あいづ統括センター拠点駅である。直営駅（駅長・管理副長・副長配置）でもあり、管理駅として、磐越西線の上戸駅 - 喜多方駅間、只見線の七日町駅 - 只見駅間の各駅を管理している。
みどりの窓口、指定席券売機、自動改札機（Suica、えきねっとQチケ対応）が設置されている。駅舎中央に改札があり、入り口向かって左に土産物店やKIOSK、立ち食いそば「立ちあおい」、NewDaysがあり、駅弁も販売されている。また、改札と入り口左の売店の間には待合所が、改札口の手前にはVIEW ALTTE（改札外）がある。
駅構内の広田／堂島方の本線西側に、下路式転車台と扇形庫が配置されている。磐越西線や只見線で使用するキハE120形の車両基地としての役割の他、両路線でのSL運行時にも使用されている。

### のりば
| 番線 | 路線        | 方向 | 行先                         | 備考         |
| ---- | ----------- | ---- | ---------------------------- | ------------ |
| 1    | ■磐越西線   | 上り | 郡山方面                     | 一部2・3番線 |
| 2・3 | ■磐越西線   | 下り | 喜多方方面                   |              |
| 4    | ■只見線     | -    | 会津川口・只見方面           | 一部3番線    |
| 5    | ■会津鉄道線 | -    | 会津田島・会津高原尾瀬口方面 | 一部4番線    |

- 快速「AIZUマウントエクスプレス」1・4号は4番線発着

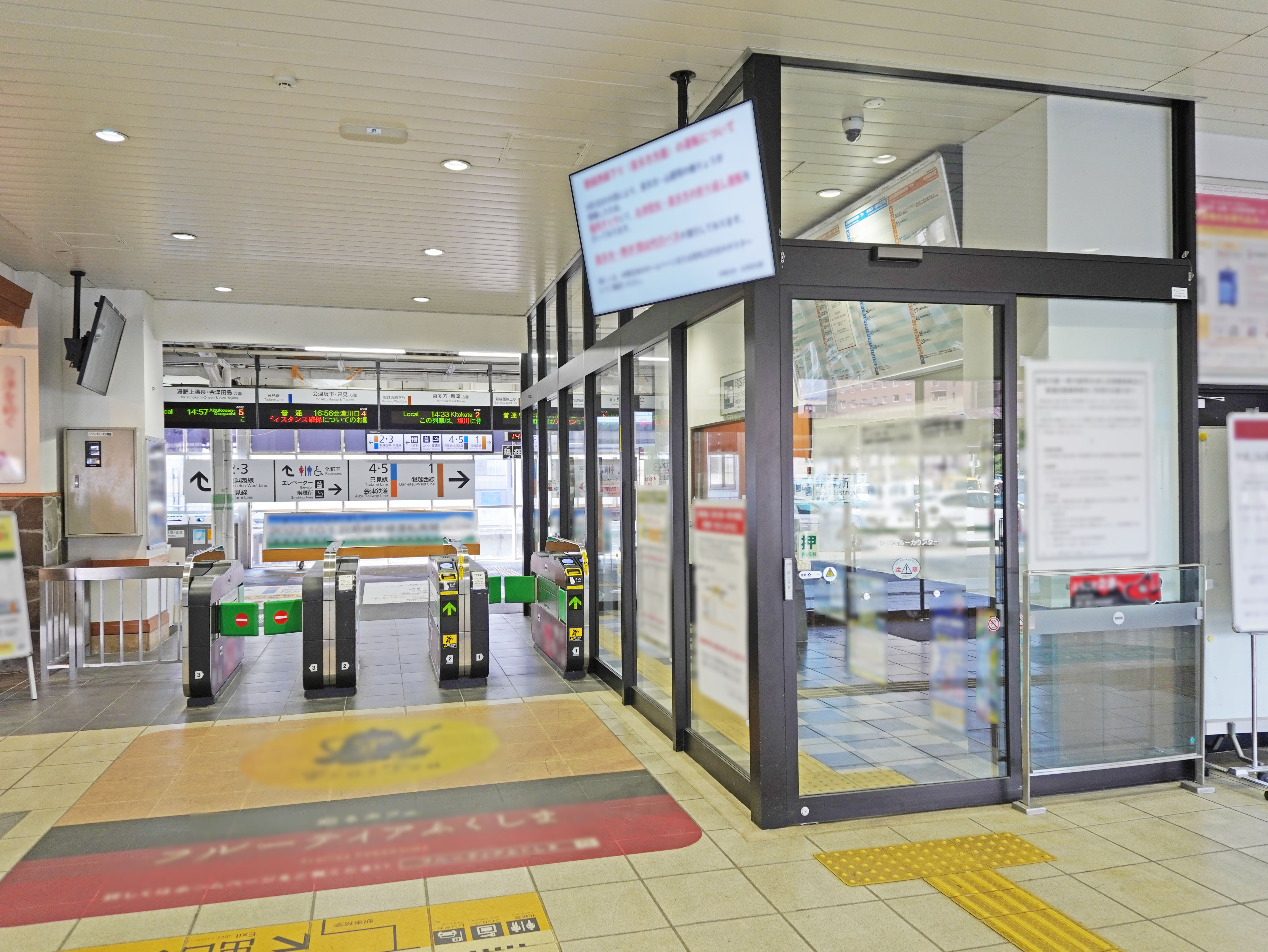
改札口（2022年9月）
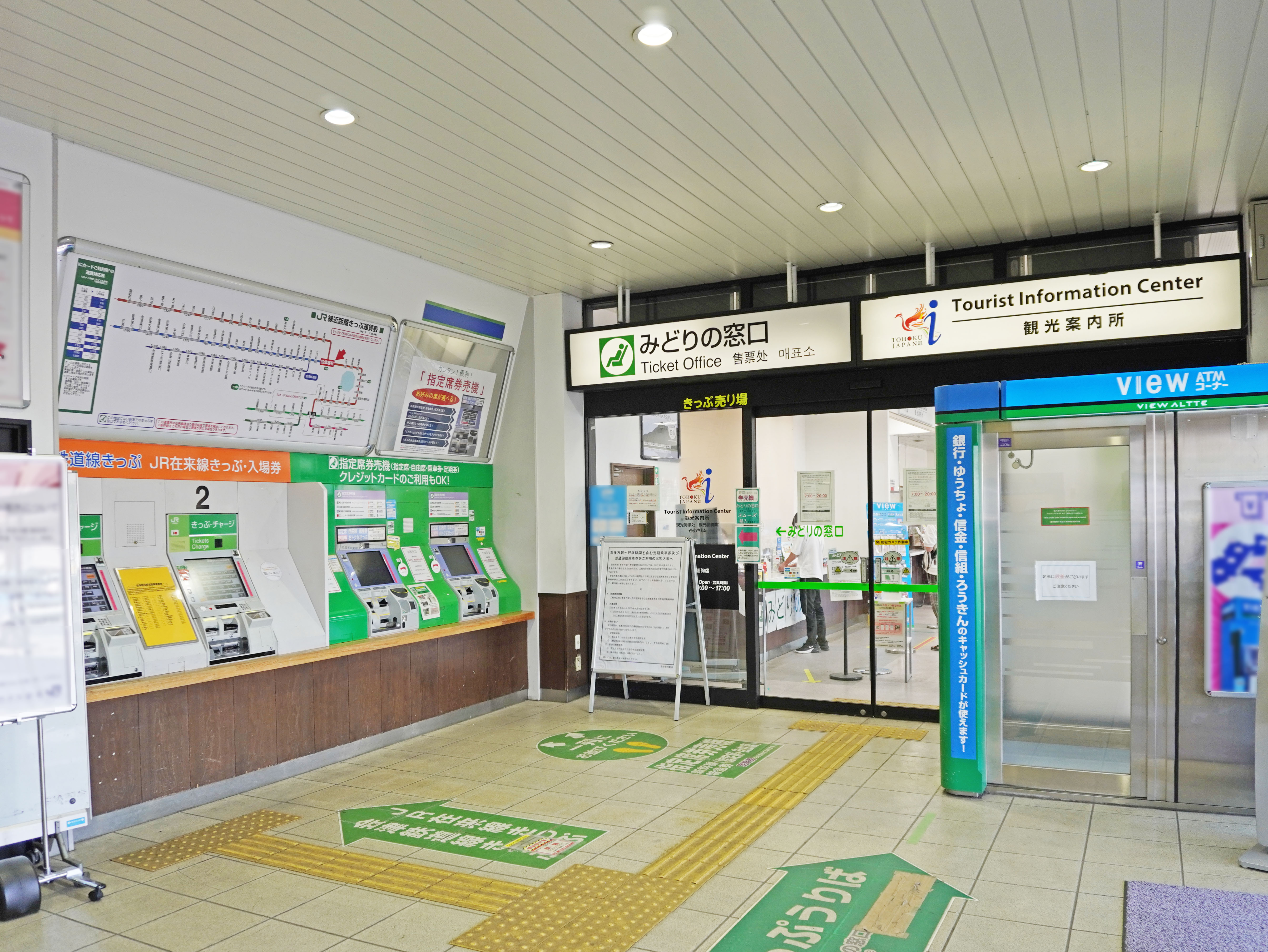
切符売り場（2022年9月）
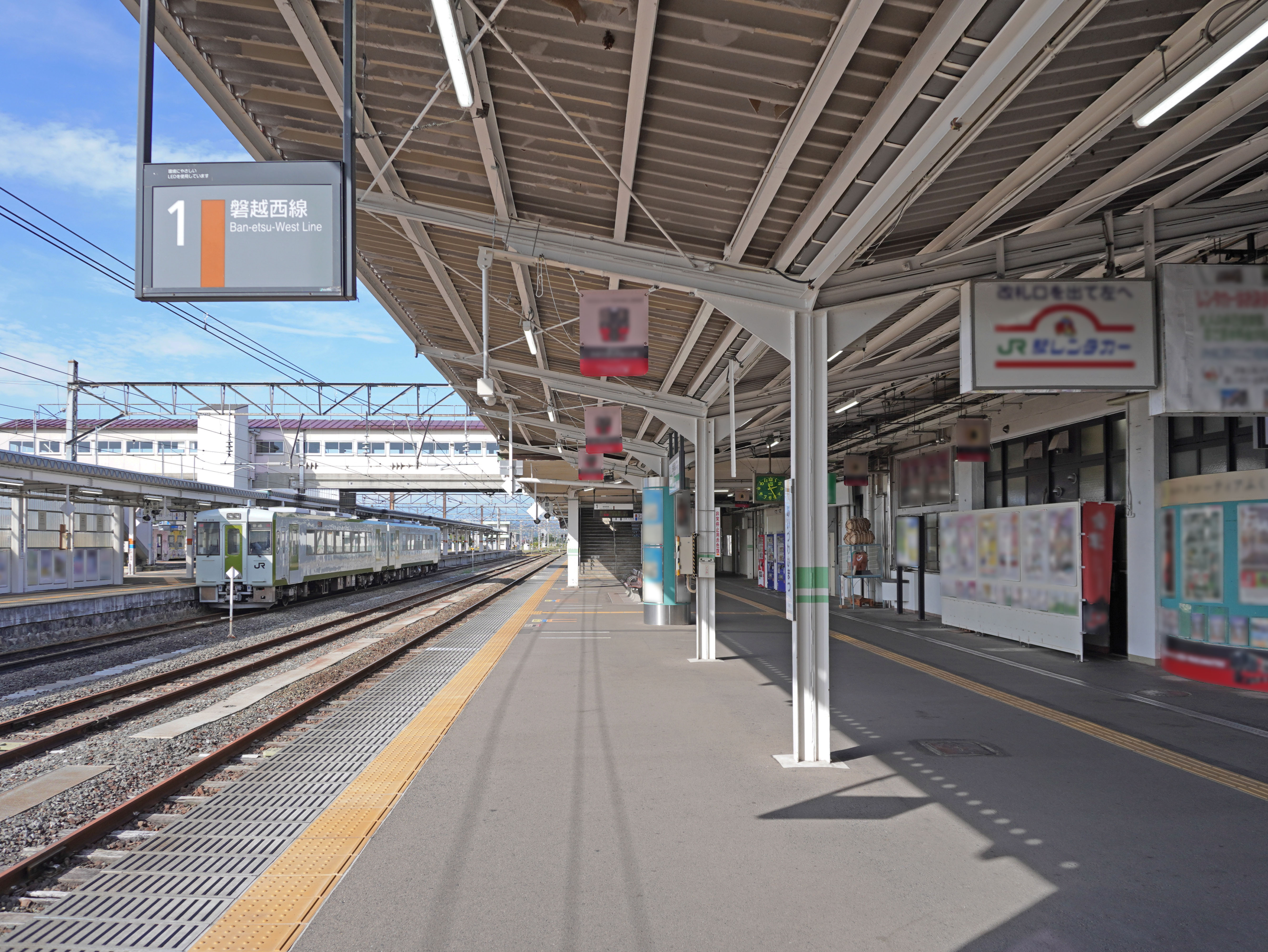
1番線ホーム（2022年9月）
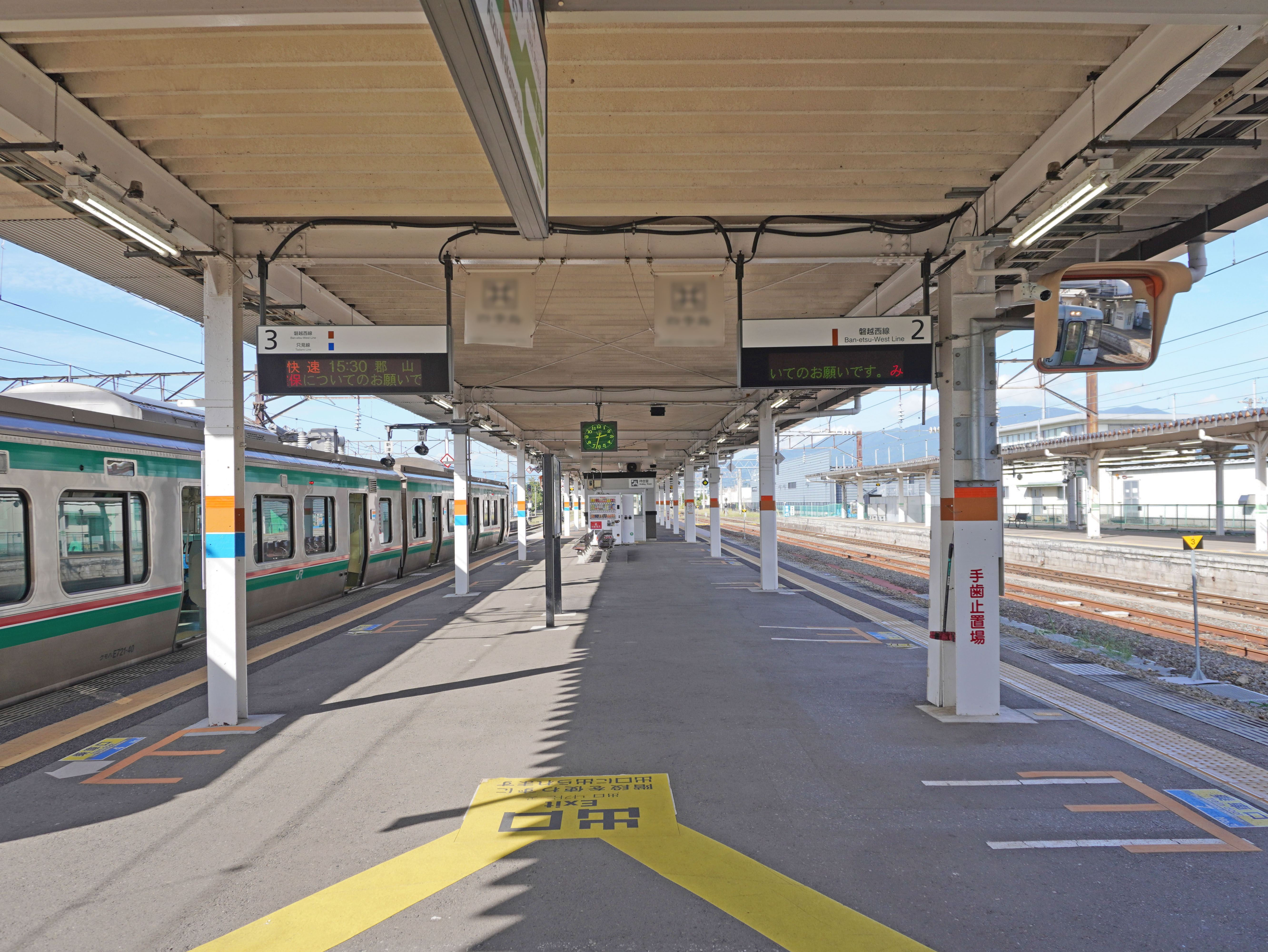
2・3番線ホーム（2022年9月）
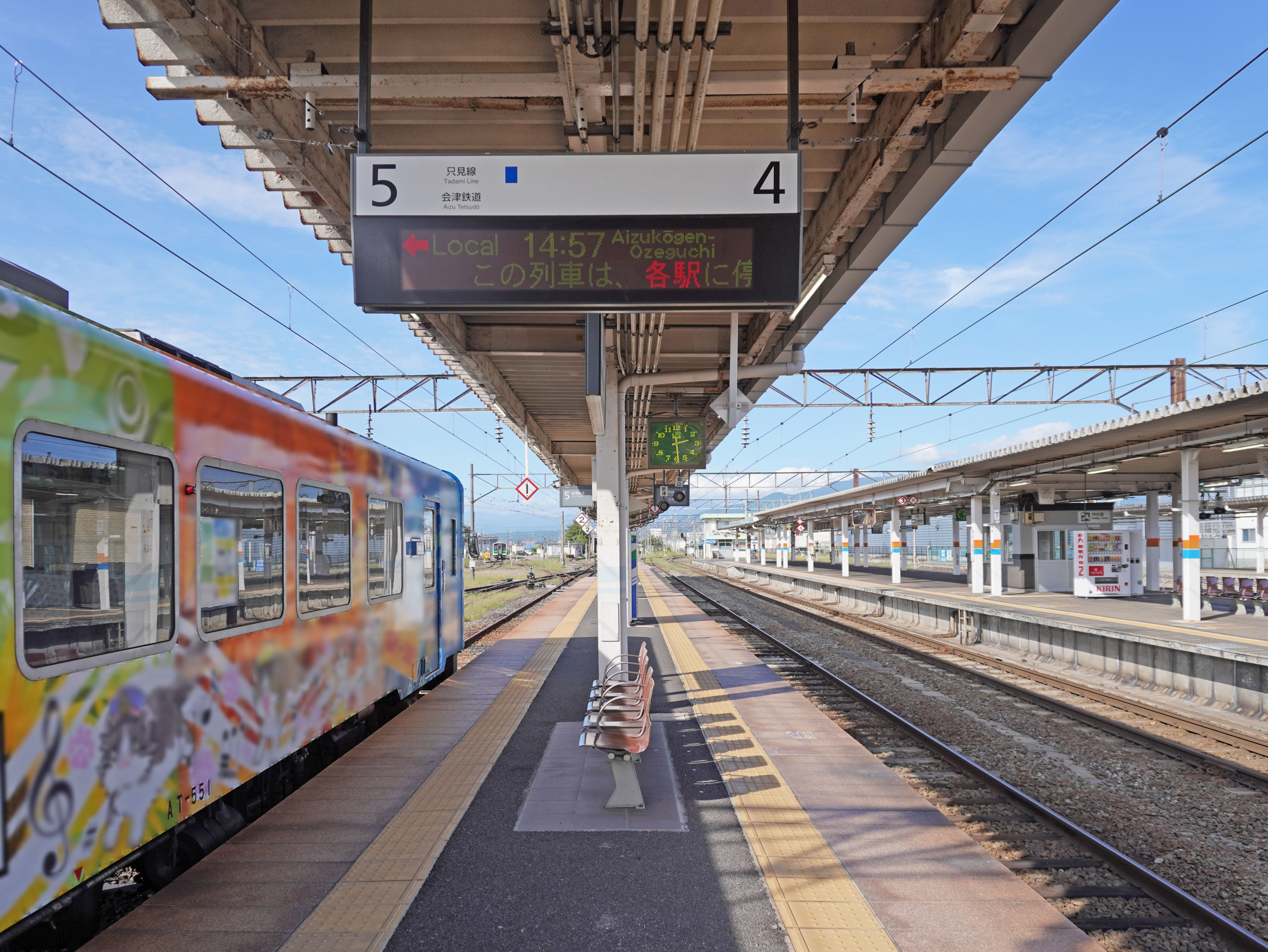
4・5番線ホーム（2022年9月）
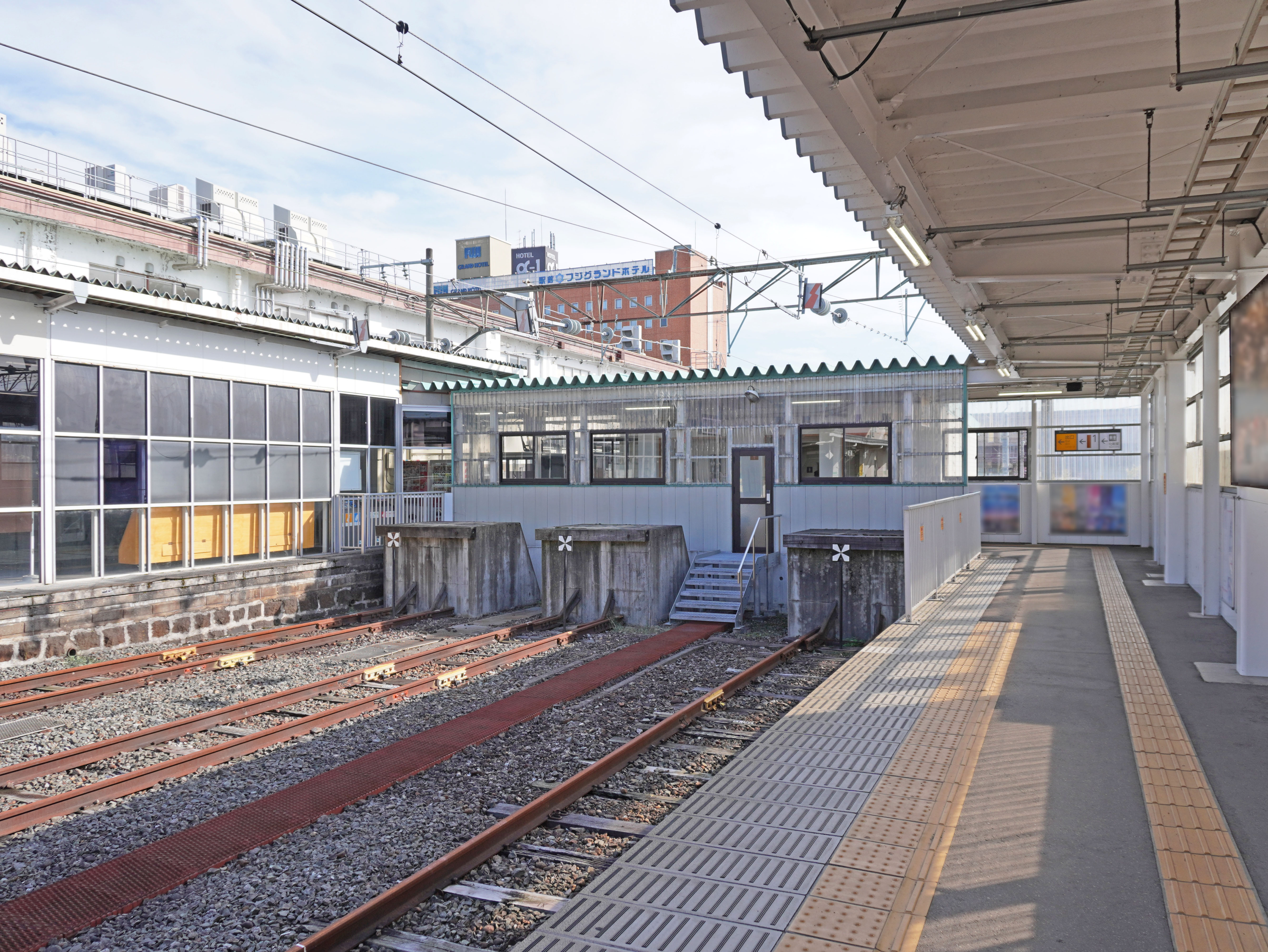
1・2番線ホームに設置されている車止め（2022年9月）

### 構内配線・信号設備等
| 運転番線 | 営業番線 | ホーム     | 郡山方面着発 | 新津方面着発 | 会津川口方面着発 |
| -------- | -------- | ---------- | ------------ | ------------ | ---------------- |
| 下本     | 1        | 8両        | 到着・出発可 | 到着・出発可 | 不可             |
| 中       |          | ホームなし | 到着・出発可 | 到着・出発可 | 不可             |
| 上本     | 2        | 8両        | 到着・出発可 | 到着・出発可 | 不可             |
| 上1      | 3        | 6両        | 到着・出発可 | 到着・出発可 | 到着・出発可     |
| 只見     | 4        | 5両        | 到着・出発可 | 到着・出発可 | 到着・出発可     |
| 会津     | 5        | 3両        | 不可         | 不可         | 到着・出発可     |
| 上2      |          | ホームなし | 不明         | 不明         | 不明             |

* 参考資料：土屋武之「磐越西線会津若松駅」『鉄道ジャーナル』第45巻第2号、2011年2月。
磐越西線はこの駅でスイッチバックする構造となっており、郡山方面・新津方面とも北側から入線する。そのため、両方向とも只見線に向かって線路が続く配線となっている。郡山方面・新津方面の磐越西線はそれぞれ独立しているため、同時発車・並走運転も可能であり、SL列車同士による同時発車・並走運転のイベントも度々行われる。
なお、2014年（平成26年）の自動改札機供用開始以前は、有人改札で、改札付近に「あかべぇ」と485系のデザインがかかれていた。

## 会津若松オフレールステーション

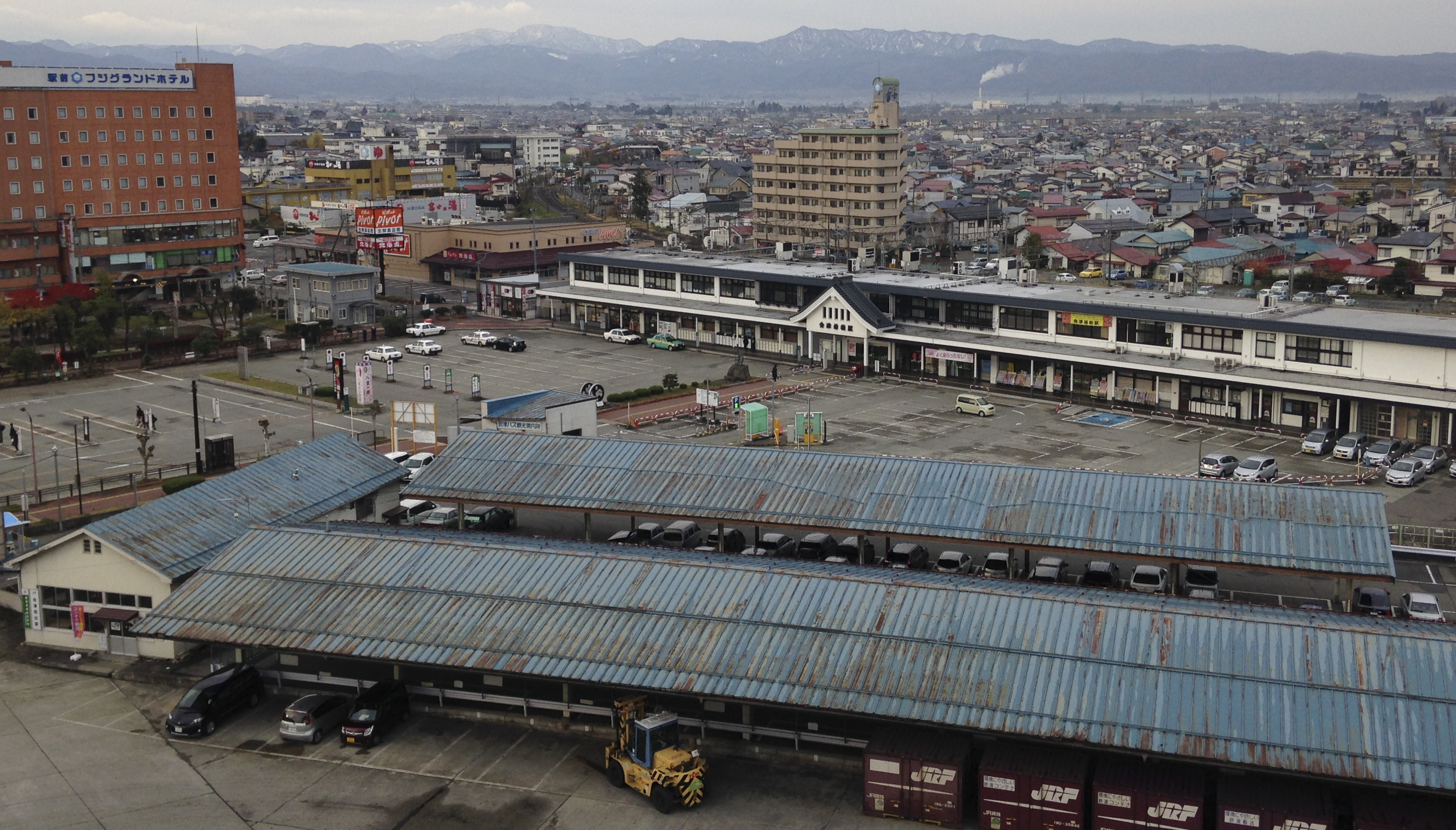
会津若松ORSと会津若松駅（2013年11月）

会津若松オフレールステーション（略称：会津若松ORS）は、JR貨物会津若松駅に属し、駅東側にあるコンテナ集配基地である。コンテナ貨物（12フィートコンテナのみ）を取り扱っており、貨物列車代替のトラック便が郡山貨物ターミナル駅との間で1日2往復運行されている。
会津若松駅は、1996年（平成8年）より貨物列車の発着がない自動車代行駅になり、その後、2006年（平成18年）より一部がオフレールステーションとなっている。

## ライブカメラ

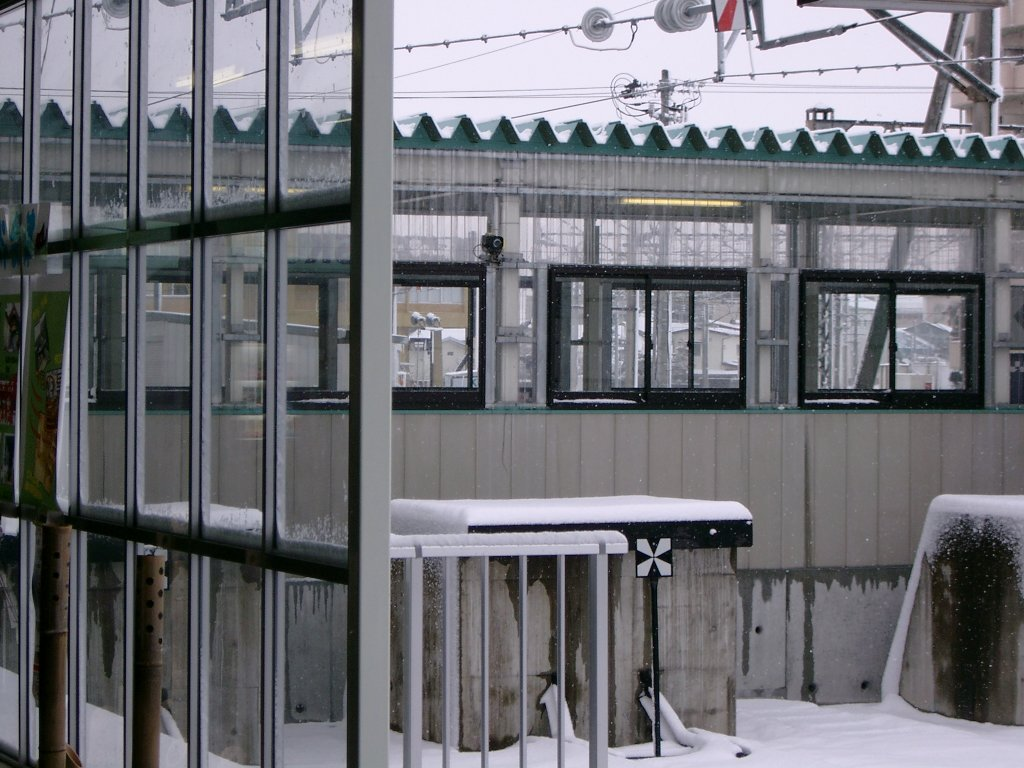
駅構内設置のライブカメラ（写真中央、2007年2月）

1・2番線の行き止まりにはかつてNTT東日本福島支店のビデオカメラが設置されていた。当駅1・2番線から郡山・喜多方方面の現在の状況をほぼリアルタイムで確認することができたが、このサービスは2017年（平成29年）3月31日で終了している。

## 駅弁
主な駅弁は下記の通り。
- 会津を紡ぐわっぱめし

## 利用状況

### 旅客
JR東日本によると、2023年度（令和5年度）の1日平均乗車人員は2,164人である。
2000年度（平成12年度）以降の推移は以下のとおりである。
| 1日平均乗車人員推移 | 1日平均乗車人員推移 | 1日平均乗車人員推移 | 1日平均乗車人員推移 | 1日平均乗車人員推移 | 1日平均乗車人員推移 | 1日平均乗車人員推移 |
| 年度                | 定期外              | 定期                | 合計                | 出典                | 出典                |                     |
| 年度                | 定期外              | 定期                | 合計                | JR東日本            | 会津若松市          |                     |
| ------------------- | ------------------- | ------------------- | ------------------- | ------------------- | ------------------- | ------------------- |
| 2000年（平成12年）  | 1,954               | 1,642               | 3,595               | [ JR 2 ]            | [ 市 1 ]            |                     |
| 2001年（平成13年）  | 1,800               | 1,647               | 3,446               | [ JR 3 ]            | [ 市 1 ]            |                     |
| 2002年（平成14年）  | 1,643               | 1,566               | 3,209               | [ JR 4 ]            | [ 市 1 ]            |                     |
| 2003年（平成15年）  | 1,552               | 1,513               | 3,065               | [ JR 5 ]            | [ 市 1 ]            |                     |
| 2004年（平成16年）  | 1,490               | 1,505               | 2,996               | [ JR 6 ]            | [ 市 1 ]            |                     |
| 2005年（平成17年）  | 1,539               | 1,457               | 2,996               | [ JR 7 ]            | [ 市 1 ]            |                     |
| 2006年（平成18年）  | 1,556               | 1,415               | 2,971               | [ JR 8 ]            | [ 市 1 ]            |                     |
| 2007年（平成19年）  |                     |                     | 3,025               | [ JR 9 ]            | [ 市 1 ]            |                     |
| 2008年（平成20年）  |                     |                     | 2,975               | [ JR 10 ]           | [ 市 1 ]            |                     |
| 2009年（平成21年）  |                     |                     | 2,905               | [ JR 11 ]           | [ 市 1 ]            |                     |
| 2010年（平成22年）  |                     |                     | 2,766               | [ JR 12 ]           | [ 市 1 ]            |                     |
| 2011年（平成23年）  |                     |                     | 2,636               | [ JR 13 ]           | [ 市 1 ]            |                     |
| 2012年（平成24年）  | 1,295               | 1,542               | 2,837               | [ JR 14 ]           | [ 市 1 ]            |                     |
| 2013年（平成25年）  | 1,368               | 1,539               | 2,908               | [ JR 15 ]           | [ 市 1 ]            |                     |
| 2014年（平成26年）  | 1,261               | 1,427               | 2,688               | [ JR 16 ]           | [ 市 1 ]            |                     |
| 2015年（平成27年）  | 1,301               | 1,479               | 2,781               | [ JR 17 ]           | [ 市 1 ]            |                     |
| 2016年（平成28年）  | 1,240               | 1,480               | 2,721               | [ JR 18 ]           | [ 市 1 ]            |                     |
| 2017年（平成29年）  | 1,221               | 1,448               | 2,669               | [ JR 19 ]           | [ 市 1 ]            |                     |
| 2018年（平成30年）  | 1,210               | 1,370               | 2,581               | [ JR 20 ]           | [ 市 1 ]            |                     |
| 2019年（令和元年）  | 1,124               | 1,309               | 2,434               | [ JR 21 ]           | [ 市 1 ]            |                     |
| 2020年（令和02年）  | 546                 | 1,201               | 1,747               | [ JR 22 ]           | [ 市 1 ]            |                     |
| 2021年（令和03年）  | 624                 | 1,149               | 1,774               | [ JR 23 ]           | [ 市 1 ]            |                     |
| 2022年（令和04年）  | 834                 | 1,129               | 1,964               | [ JR 24 ]           | [ 市 1 ]            |                     |
| 2023年（令和05年）  | 1,011               | 1,152               | 2,164               | [ JR 1 ]            |                     |                     |

### 貨物
「福島県統計年鑑」によると、2022年度（令和4年度）の発送貨物は6,664トンである。
2000年度（平成12年度）以降の推移は以下のとおりである。
| 貨物輸送推移       | 貨物輸送推移        | 貨物輸送推移 |
| 年度               | 発送 （単位：トン） | 出典         |
| ------------------ | ------------------- | ------------ |
| 2000年（平成12年） | 27,927              | [ 県 2 ]     |
| 2001年（平成13年） | 26,763              | [ 県 3 ]     |
| 2002年（平成14年） | 25,659              | [ 県 4 ]     |
| 2003年（平成15年） | 19,634              | [ 県 5 ]     |
| 2004年（平成16年） | 21,946              | [ 県 6 ]     |
| 2005年（平成17年） | 29,850              | [ 県 7 ]     |
| 2006年（平成18年） | 30,879              | [ 県 8 ]     |
| 2007年（平成19年） | 35,688              | [ 県 9 ]     |
| 2008年（平成20年） | 33,145              | [ 県 10 ]    |
| 2009年（平成21年） | 28,404              | [ 県 11 ]    |
| 2010年（平成22年） | 27,198              | [ 県 12 ]    |
| 2011年（平成23年） | 14,303              | [ 県 13 ]    |
| 2012年（平成24年） | 16,262              | [ 県 14 ]    |
| 2013年（平成25年） | 15,523              | [ 県 15 ]    |
| 2014年（平成26年） | 19,655              | [ 県 16 ]    |
| 2015年（平成27年） | 7,534               | [ 県 17 ]    |
| 2016年（平成28年） | 7,834               | [ 県 18 ]    |
| 2017年（平成29年） | 10,136              | [ 県 19 ]    |
| 2018年（平成30年） | 14,285              | [ 県 20 ]    |
| 2019年（令和元年） | 10,164              | [ 県 21 ]    |
| 2020年（令和02年） | 11,500              | [ 県 22 ]    |
| 2021年（令和03年） | 6,222               | [ 県 23 ]    |
| 2022年（令和04年） | 6,664               | [ 県 1 ]     |

## 駅周辺
会津若松市役所、中心商店街の神明通りなどの市街地、鶴ヶ城などからは若干離れており、そちらは只見線七日町駅が最寄り駅となる。当駅と七日町駅、西若松駅が会津若松市街を囲みこむような形となっている。
近年、当駅付近にはビジネスホテル、大手居酒屋が相次いで進出している。
2020年（令和2年）6月12日には、会津若松市が円滑な交通環境実現やまちなか活性化を目指す五つの基本方針に基づき歩行者広場、交通広場、民間利活用用地に三区分して整備することを市議会建設委員会協議会で発表した。その上で、2020年度（令和2年度）にJR東日本とJR貨物との整備に向けた基本協定締結を目指すとしている。

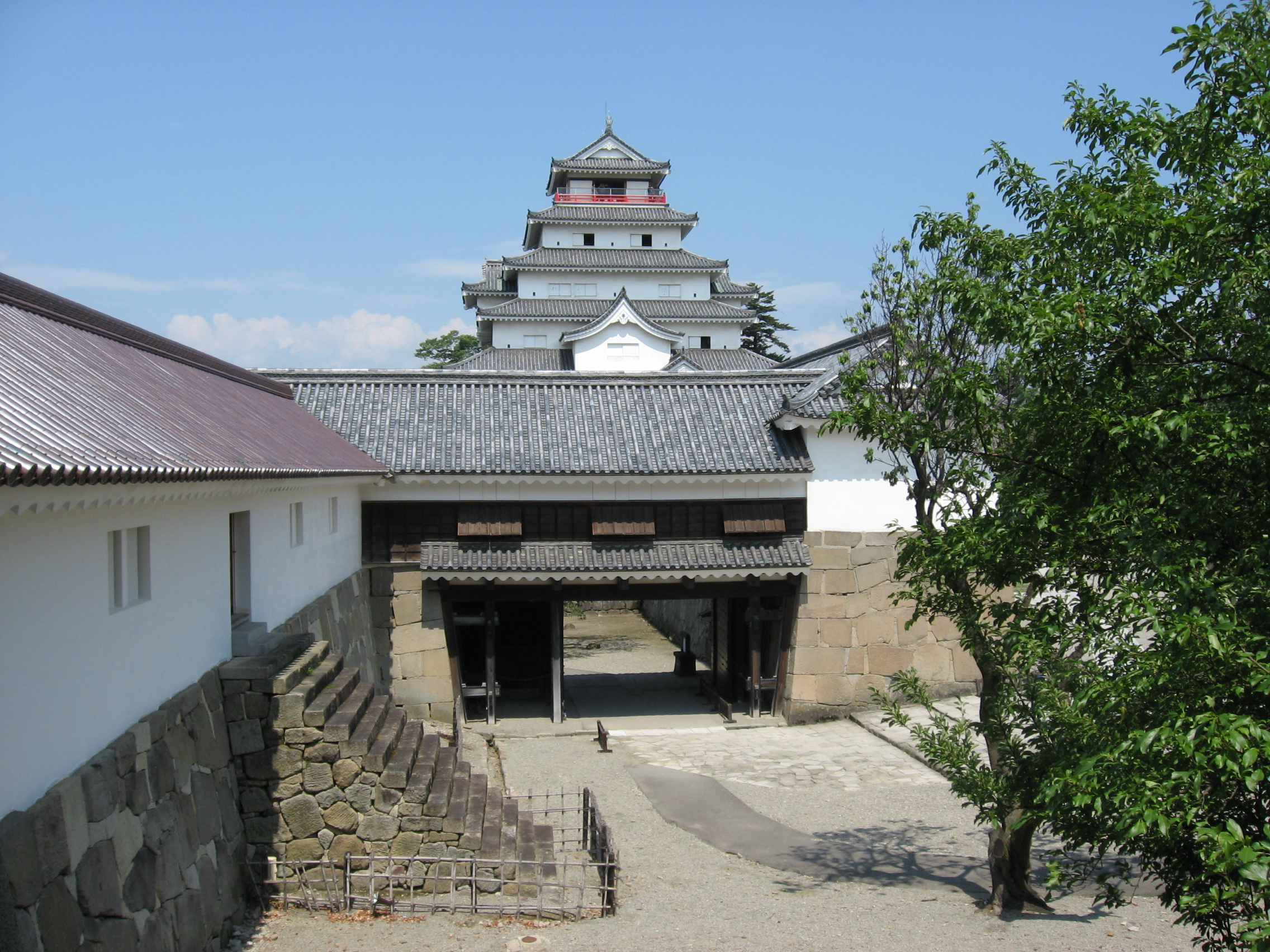
鶴ヶ城（若松城）
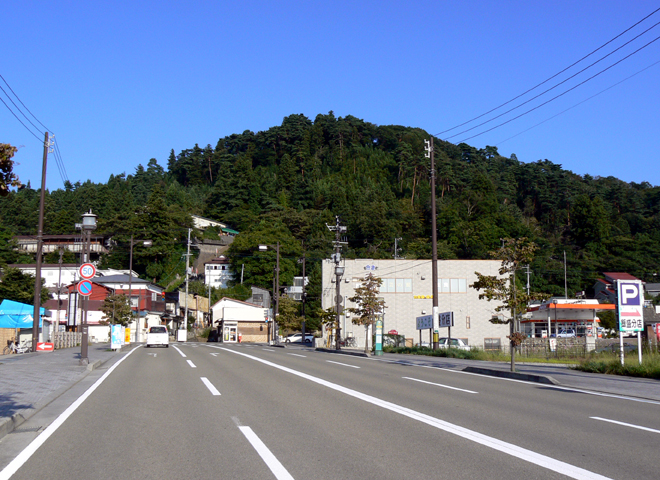
飯盛山

事業所
- 会津若松消防署
- 若松駅前郵便局
- 会津若松警察署駅前交番
- 三菱マテリアル若松製作所

教育機関
- 会津大学
- 会津大学短期大学部
- 会津若松市立第一中学校
- 会津若松市立城北小学校
- 会津北嶺高等学校
- 福島県立会津学鳳中学校・高等学校

金融機関
- 会津信用金庫駅前支店
- 福島銀行会津支店

商業施設
- リオン・ドール駅前店
- ダイユーエイト会津若松店
- 岩瀬書店会津若松店
- 会津若松駅食品館ピボット

観光施設
- 飯盛山[7]（約2キロメートル）
- 鶴ヶ城（約3キロメートル）
- 日帰り温泉富士の湯

宿泊施設
- 駅前フジグランドホテル
- 東横INN会津若松駅前
- ホテルアルファーワン会津若松
- 会津若松ワシントンホテル

道路
- 野口英世青春通り[7]
- 神明通り
- 白虎通り

- 鶴ヶ城（若松城）
- 飯盛山

### かつて存在した施設
商業施設
- 会津サティ（マイカル、現：イオンリテール）
建物の老朽化や売上減少などを理由に2009年（平成21年）6月30日に閉店した。現在は、建物は解体され、一時的に駐車場になっている。
サティの運営会社であったマイカル（現・イオンリテール）や地権者なども協力し、サティ周辺を含めた再開発の構想があったが、協議が難航したため2012年（平成24年）2月に結論が出ないまま協議会が解散となったが、協議は今後も継続するとしている[新聞 9]。
- ヨークベニマル駅前店
かつての地場スーパー「マルトミ」の店舗だった。現在は解体され、ホテルアルファーワン会津若松となっている。

## バス路線
当駅発着の一般路線バスは会津乗合自動車と広田タクシー「エコろん号」が運行している。原則として、会津若松市街地各方面のバスは駅前広場から、それ以外のバス（高速含む）は駅前バスターミナルからの発車となる。また、会津乗合自動車が2023年（令和5年）12月から試験運転しているデマンド型交通のMyRideどこでもバスの運行エリアに入っている。
| のりば               | 行先 |
| 駅前広場             | 駅前広場 |
| -------------------- | --- |
| 1                    | - 中央病院・居合団地線 - まちなか北循環 - まちなか南循環 - 広田タクシー「エコろん号」 |
| 2                    | - 松長団地・西若松駅線 - 仁愛高校線 - 金堀線 |
| 3                    | - 米代二丁目・西若松駅 - 高速バス降車場 |
| 4                    | まちなか周遊バス「ハイカラさん」「あかべぇ」 |
| 駅前バスターミナル   | |
| 路線バス             | - 芦ノ牧 - 七日町坂下 - 新鶴温泉 - 本郷 - 高田 - 笈川 - 熊倉・喜多方 - 塩川・喜多方 - 原長谷川 |
| 高速バス             | - 夢街道会津号（喜多方・会津若松 - 東京・新宿線）：王子駅・池袋駅・新宿駅方面 - 会津若松 - 郡山 - いわき線：郡山駅方面 - 会津若松 - 福島 - 仙台空港線：二本松バスストップ・福島・仙台空港方面 - 会津若松 - 仙台線：仙台駅東口方面 - 会津若松 - 新潟線：新潟駅前・万代シテイバスセンター・佐渡汽船のりば方面 - 会津若松 - 野沢線：野沢駅前 |
| 会津若松駅前富士の湯 | |
|                      | まちなか循環バス「エコろん号」（広田タクシー） |

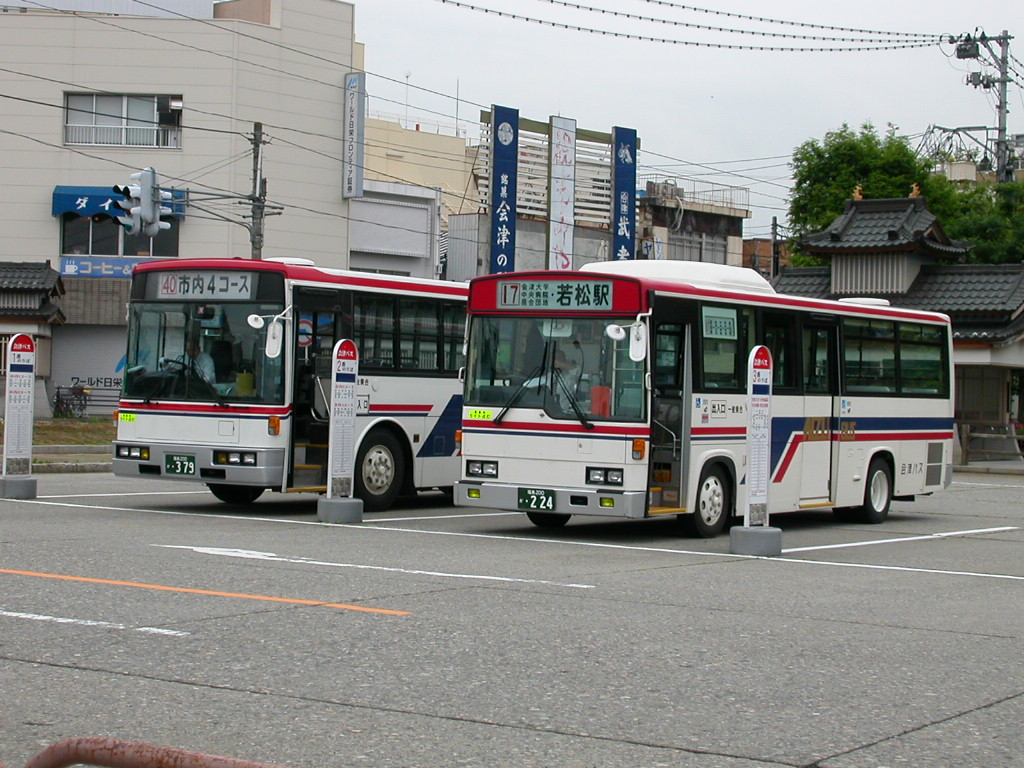
駅前広場（2004年5月）
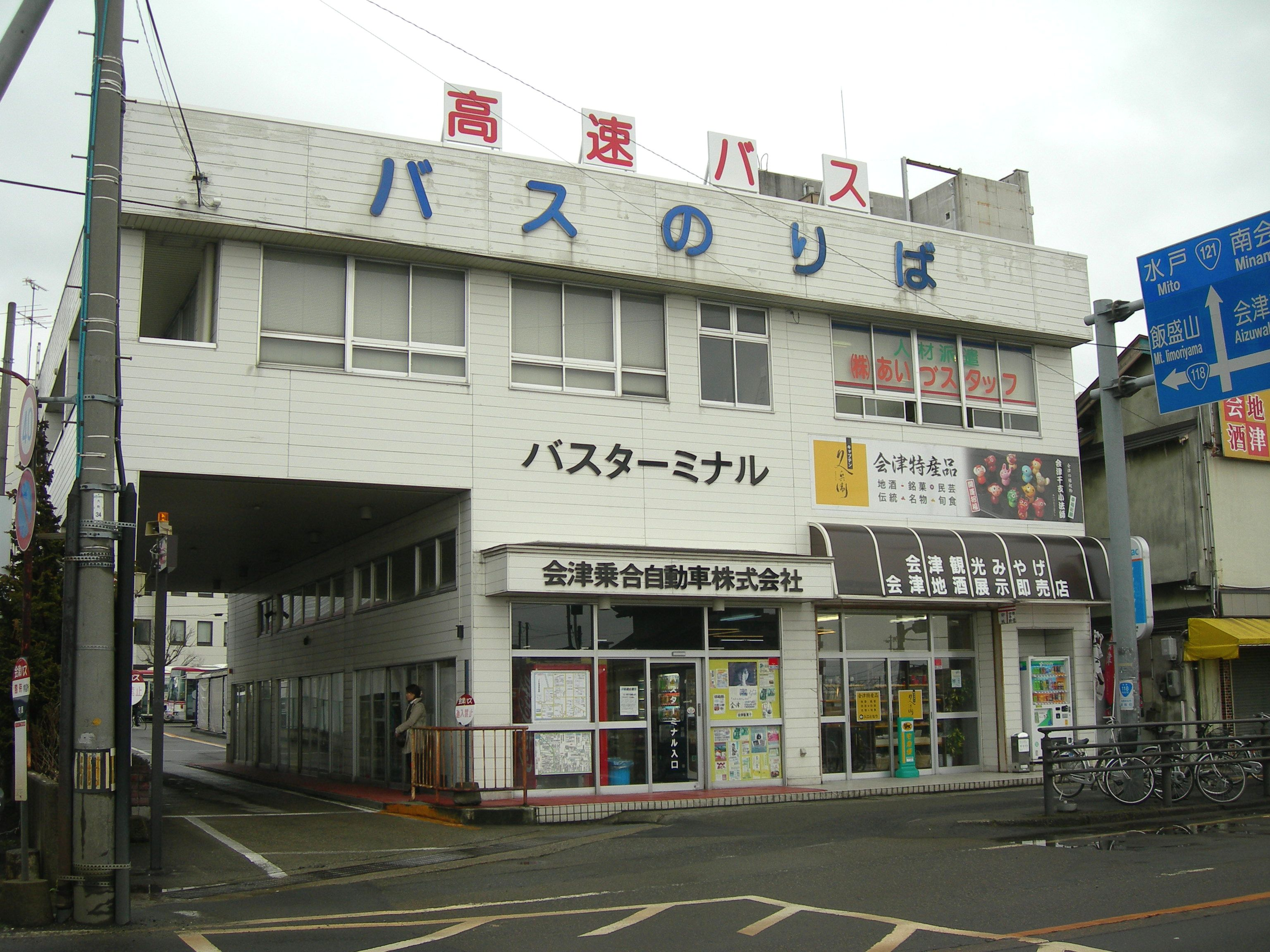
駅前バスターミナル（2010年2月）

## 隣の駅
東日本旅客鉄道（JR東日本）
■磐越西線
- 臨時快速「SLばんえつ物語」発着駅
- 会津鉄道直通運転臨時快速（下りは「AIZUマウントエクスプレス1号」）停車駅

□快速「あいづ」
磐梯町駅 - 会津若松駅
□快速
磐梯町駅  - （一部広田駅） - 会津若松駅
■普通
広田駅 - 会津若松駅 - *堂島駅 - 塩川駅
*:堂島駅・笈川駅は一部列車のみ停車
■只見線
会津若松駅 - 七日町駅
会津鉄道
■会津線（当駅 - 西若松駅はJR只見線）
□快速（「AIZUマウントエクスプレス」「リレー号」含む）・■普通（「リレー号」含む）
会津若松駅 - 七日町駅

### 記事本文